# Luize Altenhofen
Luizeani Altenhofen (Cruz Alta, 6 de julho de 1979) é uma modelo, apresentadora de televisão e ex-miss brasileira.

## Biografia
Nascida em Cruz Alta, é filha de um casal de professores de Educação Física, Maria Denise Justo Panda e Luiz Ademir Altenhofen, com quem chegou a ter aulas em um colégio de freiras de Cruz Alta (RS), sua cidade natal e sendo descendente de imigrantes alemães.

## Carreira

### Como Miss
No ano de 1996, Luizeani, seu nome verdadeiro, foi eleita segunda princesa do Garota Verão no estado do Rio Grande do Sul, representando a cidade de Cruz Alta. Foi eleita Miss Rio Grande do Sul em 1998 representando Capão da Canoa, ficando em terceiro lugar no Miss Brasil 1998. Foi também eleita Miss Brasil Internacional ao se classificar em terceiro lugar no concurso de Miss Brasil, mas não disputou o Miss Beleza Internacional, ocorrido em 26 de setembro em Tóquio (Japão) por problemas de saúde.

### Como modelo e apresentadora
Formada em educação física, além de jornalismo. Na década de 2000, Luize foi assistente de palco de Milton Neves no Supertécnico. Em seguida foi repórter do quadro Calor no Domingão do Faustão. Nesta época ficou conhecida como a namorada do ET na campanha publicitária da cerveja Skol e participou de um clipe, Zóio de Lula, da banda Charlie Brown Jr.. Em janeiro de 2001, foi capa da revista Playboy. Aos 27 anos, foi, mais uma vez, capa da revista Playboy no mês de outubro de 2006. Foi apresentadora de um programa no SporTV, o Rolé. Também foi capa de diversas revistas como Trip, Corpo a Corpo, além de apresentar o programa Band Esporte Clube na Band. Luize é casada com o empresário Frederico Galiotto com quem tem uma filha, Greta. Apresentou também a edição vespertina do Vídeo News. Estava apresentando junto com Otávio Mesquita o programa PopCorn TV na Band, mas pela baixa audiência o programa saiu da grade da emissora. Em janeiro de 2012, ela deixou a Band.
Uma polêmica envolvendo Luize e a Band vai parar na justiça. Segundo o jornalista Léo Dias, Luize pede uma indenização de 1,7 milhão de reais em um processo trabalhista pedindo pagamento de 13° salário, férias e aviso prévio no período em que trabalhou na Band (2007-2012) mesmo tendo sido contratada como PJ (Pessoa Jurídica).
Ainda em 2012, participou do reality show Nas Ondas do Rio do Esporte Espetacular na Rede Globo, saindo campeã junto de sua equipe.
Em 2013, fez uma participação na telenovela Amor à Vida na Rede Globo como uma instrutora de mergulho. Também atuou como uma jornalista esportiva no filme 4x100 da Globo Filmes.
Foi contratada pelo SBT para ser apresentadora e repórter durante os Jogos Olímpicos de 2016.

## Vida pessoal
Luizeani é mãe da garota Greta Altenhofen Galiotto, nascida em 09/10/09, sendo o pai dela o empresário Frederico Galiotto.